# (162) Laurentia
(162) Laurentia est un astéroïde d'un peu moins de cent kilomètres de longueur, appartenant à la ceinture d'astéroïdes située entre Mars et Jupiter, dite ceinture principale. Il fut découvert par Prosper-Mathieu Henry le 21 avril 1876. 
Il reçut son nom en hommage au Marseillais Joseph Laurent (1823-1900), astronome amateur qui découvrit l'astéroïde (51) Nemausa en 1858 à l'observatoire privé de la maison occupée un temps par l'astronome Benjamin Valz à Nîmes. Laurent reçut le prix Lalande 1858 pour sa découverte.